# Орацио ди Джампаоло Бальони
Орацио ди Джампаоло Бальони (итал. Orazio Baglioni; 1493, Перуджа — 22 мая 1528, Неаполь) — итальянский кондотьер.

## Биография
Происходил из семьи Бальони. Воевал в войне Коньякской лиги на стороне Франции и Папской области в составе «Чёрных отрядов», которые возглавил после смерти Джованни делле Банде Нере в 1526 году.
Папа Климент VII за падение Перуджи заключил его в замке Святого Ангела. Он помогает Ренцо де Чери в организации обороны Рима от имперских войск. Укрывшись в замке Святого Ангела, стал свидетелем разграбления города.
В июле 1527 года по просьбе республики Флоренция возглавил «Чёрные отряды» с которыми участвовал в осаде Неаполя. 22 мая был убит пикой ландскнехта во время засады у ворот Святого Януария.